# Scandal (banda japonesa)
SCANDAL (em japonês: スキャンダル; romaniz.: Sukyandaru; estilizado em letras maiúsculas) é um grupo de j-rock e j-pop. Proclamando a si mesmas como "o mais poderoso Pop Rock japonês feminino", o grupo é formado por quatro colegiais de Osaka, Japão: Haruna Ono, Tomomi Ogawa, Mami Sasazaki e Rina Suzuki. Scandal é energético, especialmente devido ao fato de Ono, a integrante mais velha e a líder da banda, compartilhar o vocal com as outras três garotas, na intenção de não focar em uma garota em particular, para cada uma ter a vez de ser o centro das atenções.

## Membros
Haruna Ono (小野春菜, Ono Haruna) - Vocalista principal, guitarrista
- Nascimento: 10 de Agosto em 1988
- Cidade Natal: Aichi, Japão

Mami Sasazaki (笹崎まみ, Sasazaki Mami) - Guitarrista principal, vocalista
- Nascimento: 21 de Maio em 1990
- Cidade Natal: Aichi, Japão

Tomomi Ogawa (小川ともみ, Ogawa Tomomi) - Baixista, vocalista
- Nascimento: 31 de Maio em 1990
- Cidade Natal: Hyogo, Japão

Rina Suzuki (鈴木理菜, Suzuki Rina) - Baterista, vocalista
- Nascimento: 21 de agosto em 1991
- Cidade Natal: Nara, Japão
- Foi a última a ingressar na banda.

## Carreira[1]

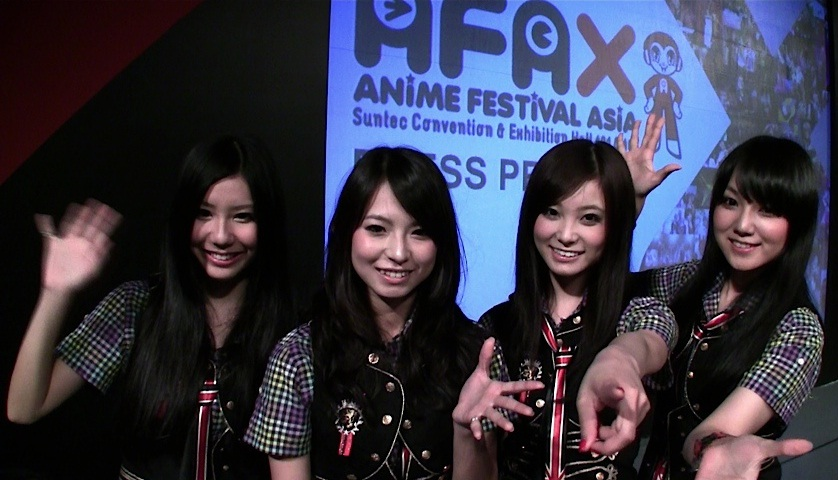
Scandal, Anime Festival Asia 2010.

As quatro garotas se juntaram como colegiais amantes de música para formar Scandal, e decidiram compor e tocar suas próprias músicas enquanto conciliavam com sua vida comum de colegial. Com o passar do tempo, o grupo começou a receber ofertas de clubes e music halls nas redondezas de Osaka e Quioto.
Eventualmente, mais de cem fãs começaram a assistir fielmente as performances ao vivo de Scandal nas ruas de Tóquio e no Shiroten, Osaka, fazendo o público japonês voltar seus olhos para a banda. Em agosto de 2007, Scandal aproveitou a oportunidade de participar em evento especial no Shibuya Club Asia, um clube altamente reconhecido e respeitado em Shibuya, Tóquio. Foi durante esse tempo que a gravadora Kitty Records, primeiramente, perguntou se as quatro garotas gostariam de ter sua música gravada com eles. Depois de vários meses, aconteceu um flexível acordo independente entre Kitty em parceria com a Tower Records, e SCANDAL começou a se tornar mais uma tendência dominante.
Seu primeiro single indie foi lançado em 3 de março de 2008 em celebração do Hinamatsuri (feriado japonês para o Dia da Garota), no qual, apesar de ser colocado como segundo na "Indie Weekly Chart" da Tower Records, ficou esgotado no Japão e tiveram dificuldades de manter o estoque devido a alta demanda. Numa tentativa de aliviar as dificuldades dos fãs em conseguir este álbum, no dia 9 de abril de 2008 o single foi lançado no iTunes Music Store (tanto na japonesa quanto na americana). Mais dois singles (em CD) foram  lançados nos meses seguintes, ambos sendo colocados como número 1 na "Indies Weekly Chart".
Logo após seu primeiro lançamento, Scandal deixou o Japão para sua primeira turnê internacional, a "Japan Nite US Tour 2008", seguido por dois concertos na Convenção de anime e cultura japonesa "Sakura-Con" 2008, de 16 de março até 30 de março.
As músicas de Scandal foram postas numa grande variedade de mídia: seu primeiro single, "Space Ranger", é a abertura para "Kyoto Sports Weekly", e seu segundo single, "Koi Moyou" é o tema principal do filme "Corazon de Melon". Sua música "Start" é a música tema de "Star Ocean: Second Evolution" e está disponível na soundtrack do jogo. Mais recentemente, "Daydream" fez parte de um álbum tributo para a banda clássica de multigênero japonesa, Judy and Mary, e sua música "Shoujo S"foi a décima abertura do anime Bleach.[carece de fontes?] Seu mais recente single, Shunkan Sentimental, se tornou o quarto tema de encerramento do anime Fullmetal Alchemist: Brotherhood (a partir do episódio 39). Outra canção que ficou famosa foi a "Don't say lazy", tocada no anime K-on!, que por sinal, também é representado por um grupo de garotas que formam uma banda.
Scandal também apareceu em comerciais, promovendo a linha de cosméticos Cecil McBee, para Nike,  tendo quatro cores diferentes em seus calçados e foram escolhidas para representar Pocari Sweat nos posteres e no vídeo promocional para a música deles, "BEAUTeen!", como parte de sua campanha do veão 2de 009.
Uma observação interessante sobre o grupo é a maneira única que elas escolheram para se promover. Já que são fãs de anime e mangá, elas queriam uma forma animada de serem representadas, tornando cada membro em um personagem animado. O SCANDAL animado passa na televisão japonesa, e há uma série de vídeos promocionais no site da banda.
No começo de setembro de 2008, Scandal começou a falar com o presidente da Sony Music Japan devido ao fato de que, com o selo de gravadora da Kitty Records, seus CDs foram feitos em pequenas quantidades, o que os fez esgotarem rapidamente. Elas rapidamente fizeram um contrato com a Sony, que as colocaram na sua etiqueta da Epic Records, e o grupo foi movido do cenário da música indie. Porém, devido ao desacordo entre a Sony e a Apple Inc. em relação a sua iTunes Store e a própria loja da Sony, a Mora, as músicas da banda que estavam disponível no iTunes japonês e americano foram rapidamente removidas destes.

## Discografia

### Álbuns de estúdio
| Ano  | Título                               |
| ---- | ------------------------------------ |
| 2009 | Best Scandal                         |
| 2010 | Temptation Box                       |
| 2011 | Baby Action                          |
| 2012 | Queens Are Trumps: Kirifuda wa Queen |
| 2013 | Standard                             |
| 2014 | Hello World                          |
| 2016 | Yellow                               |
| 2018 | Honey                                |
| 2020 | Kiss from the darkness               |
| 2022 | MIRROR                               |
| 2024 | LUMINOUS                             |

### Compilações
| Ano  | Título                             |
| ---- | ---------------------------------- |
| 2012 | Scandal Show                       |
| 2013 | Encore Show                        |
| 2015 | Greatest Hits - European Selection |

Nome da Banda: De onde surgiu o nome SCANDAL?
- As garotas ensaiavam no estúdio chamado Brotherz. A sala de ensaio delas ficava no 6° andar e nesse tempo elas não tinham um nome para a banda. Como o andar do prédio dava para outras lojas elas decidiram que o maior e p mais chamativo seria o nome da banda, dentre eles se destacou SCANDAL (スキャンダル） nome de um sexy shop.
- Em Janeiro 2011 episódio da NHK programa J-MELO,SCANDAL foi revelado como número 1 em todo o mundo.